# Electrum Holding
Electrum Holding sp. z o.o. – spółka wchodząca w skład Grupy Electrum, polskiego biznesu o profilu Climate Tech, działającego od 1997 roku, z siedzibą główną w Białymstoku.
Grupa specjalizuje się w projektowaniu i wdrażaniu technologii odnawialnych źródeł energii, oferując rozwiązania z zakresu developmentu, budowy i zarządzania projektami OZE. 
Electrum Holding jest odpowiedzialne za tworzenie strategii dla Grupy, wytyczanie linii biznesowych oraz nadzór nad operacyjnym funkcjonowaniem spółek-córek. 

## Grupa Electrum
Oprócz Electrum Holding, w Grupie Electrum znajdują się następujące spółki:
- Electrum sp. z o.o. - podstawowa jednostka, na którą składają się m.in. usługi EPC (Engineering, Procurement, Construction), R&D (Research & Development), O&M (Operation, Maintenance & Management), Engineering & Technology, Logistics, Finance, Organization[2].

- Electrum Ventures sp. z o.o. - spółka odpowiedzialna za rozwój projektów OZE[3].

- Everto RO sp. z. o.o. - spółka oferująca usługi Grupy na terenie Rumunii[4].

- Everto DK sp. z. o.o. - spółka oferująca usługi Grupy na terenie Danii[5].

- Everto LT sp. z. o.o. - spółka oferująca usługi Grupy na terenie Litwy[6].

- Electrum UA sp. z. o.o. - spółka oferująca usługi Grupy na terenie Ukrainy[4].

## Zakres działalności
Electrum operuje w zintegrowanym modelu biznesowym, (tzw. model One Stop Shop), dostarczając usługi developmentu, EPC oraz O&M dla zaawansowanych technologicznie projektów z sektora energetyki odnawialnej i alternatywnej, w tym farm fotowoltaicznych, wiatrowych, hybrydowych oraz rozwiązań magazynowania energii.
Oferowany przez nią zakres usług obejmuje fazę analityczną, projektową, generalne wykonawstwo i zarządzanie istniejącymi aktywami energetycznymi.
Wybudowała obiekty o łącznej mocy ponad 3 GW i zarządza blisko 250 obiektami o łącznej mocy 2,5 GW. 
Poza projektami technologicznymi, Electrum specjalizuje się w zarządzaniu aktywami energetycznymi, monitoringu oraz optymalizacji działania farm wiatrowych i fotowoltaicznych, co pozwala na maksymalne wykorzystanie zasobów odnawialnych i zwiększenie wydajności systemów energetycznych.
Grupa wchodzi w skład konsorcjum RIGRID, zakładającego instalację narzędzi inteligentnej energetyki rozproszonej na obszarach wiejskich w Polsce i Niemczech, aby zwiększyć efektywność infrastruktury elektroenergetycznej. Projekt dotyczący obszarów polskich był realizowany w Puńsku w latach 2016–2018. Realizacja projektu ma służyć ograniczeniu emisji CO2 o 80% do roku 2050 oraz rozwijaniu lokalnych ekologicznych sieci inteligentnych.
Spółka należy też do współtwórców projektu Mesh4u, tzw. „Multi Energy Storage Hub”, zakładającego transformację systemów energetycznych w kierunku gospodarki niskoemisyjnej w kilku krajach: Polsce, Niemczech, Włoszech i Szwajcarii. Po stronie polskiej spółka realizuje projekt demonstratora, którego celem jest opracowanie i zademonstrowanie rozwiązań z wieloma centrami magazynowania energii (technologia i serwis). Projekt Mesh4u łączy kilka rodzajów magazynowania (elektryczny, termiczny, mechaniczny i chemiczny) oraz jego technologie w celu maksymalizacji wykorzystania dla różnych potrzeb i warunków.

## Historia
Electrum Holding to polska firma założona w 1997 roku, która początkowo koncentrowała się na usługach w sektorze elektroenergetycznym. W 2002 roku firma rozszerzyła swoją działalność o świadczenie usług podwykonawczych, realizując kontrakty instalacyjne oraz zajmując się sieciami elektroenergetycznymi. Kluczowym krokiem w jej rozwoju była realizacja pierwszej stacji elektroenergetycznej w 2007 roku. 
W kolejnych latach Electrum rozwinęło działalność o automatyzację procesów, a także wdrażanie rozwiązań dla projektów odnawialnych źródeł energii (OZE). W 2017 roku firma uzyskała status generalnego wykonawcy (eBoP) w sektorze OZE, co umożliwiło jej realizację dużych projektów dla przemysłu oraz sieci elektroenergetycznych. Od tego momentu Electrum stale rozwija swoje kompetencje w zakresie projektowania, budowy i zarządzania instalacjami OZE. W 2019 roku firma rozpoczęła ekspansję na rynki zagraniczne, w tym na Litwę, Ukrainę, Rumunię i Danię. 
W 2023 roku firma rozszerzyła swoją ofertę o usługi związane z magazynowaniem energii. W odpowiedzi na kluczowe potrzeby zielonej transformacji, oprócz rozwiązań dedykowanych energetyce tradycyjnej, Electrum Holding wprowadziło do swojej oferty rozwiązania wspierające transformację w obszarze digitalizacji procesu produkcji energii, cyber security, SCADA, IT/OT, monitorowania i zarządzania zasobami przy wykorzystaniu uczenia maszynowego i AI, potwierdzając tym samym w działaniu zmianę profilu z niezależnego dostawcy energii (IPP) na Climate Tech Business.

## Wybrane realizacje
Electrum ma w swoim portfolio wiele wielkoskalowych realizacji z sektora energetyki odnawialnej, zarówno na rynku polskim, jak i zagranicznym. Firma specjalizuje się w budowie i zarządzaniu elektrowniami opartymi na energii alternatywnej. Do kluczowych projektów należą: 
- Kleczew Solar & Wind Park[18] - pierwsza w Polsce wielkoskalowa elektrownia hybrydowa, łącząca produkcję energii słonecznej i energii wiatrowej. Moc zainstalowana farmy PV wynosi 250MWp, moc farmy wiatrowej 19,2 MW[19]. Obecnie trwa rozbudowa farmy fotowoltaicznej, za którą odpowiedzialne jest Electrum[20].

- Farma fotowoltaiczna Kotuń[21] - zrealizowana dla inwestora Lightsource bp farma o mocy 50MWp, pierwszy w Polsce wielkoskalowy projekt wykorzystujący konstrukcje nadrzędne, tzw. trackery solarne[22]. Electrum pełniło rolę generalnego wykonawcy inwestycji[23].

- Farma wiatrowa Dębsk[24] - jeden z największych projektów wiatrowych w Polsce, o mocy 121 MW. W ramach wykonawstwa Electrum odpowiadało m.in. za budowę najdłuższej linii kablowej wysokiego napięcia 110 kV w Europie, liczącej 62 kilometry, oraz za kompleksowe prace elektryczne i budowę stacji elektroenergetycznej 110/30 kV GPO Dębsk[25].

- Farma fotowoltaiczna Przykona[26] - jedna z największych farm PV w Polsce i w Europie, zlokalizowana na terenach byłej kopalni odkrywkowej węgla brunatnego „Adamów”. Jej moc zainstalowana wynosi 200 MWp[27]. Electrum pełniło rolę generalnego wykonawcy projektu, realizując go dla EDP Renewables[28]. Farma jest przykładem ponownego wykorzystywania terenów poprzemysłowych i symbolem transformacji energetycznej.

- Farma wiatrowa Potęgowo[29] – obiekt o mocy 219 MW, częściowo realizowany przez Grupę Electrum (budowa trzech stacji elektroenergetycznych i trasowanie prawie 100 km linii kablowej[30]).

## Wybrane technologie
Electrum Holding jest odpowiedzialne za rozwiązania technologiczne wspierające działania obiektów energetycznych. Do kluczowych technologii rozwijanych przez firmę należą:
EMACS
System informatyczny łączący funkcje klasycznego systemu SCADA (Supervisory Control And Data Acquisition) z możliwościami analizy biznesowej. System EMACS umożliwia integrację, przetwarzanie i prezentację danych pochodzących z różnych źródeł na jednej spójnej platformie. Służy do monitorowania i zarządzania procesami związanymi z wytwarzaniem, magazynowaniem oraz wykorzystaniem energii odnawialnej. EMACS dostarcza również dane wspierające analizy biznesowe, co pozwala na optymalizację procesów i podejmowanie strategicznych decyzji w sektorze energetycznym.
Renedium
Zaawansowany regulator mocy czynnej i biernej, zaprojektowany do zarządzania hybrydowymi instalacjami OZE. Pozwala na integrację wielu różnych źródeł energii (wiatr, słońce, biomasa, magazyny energii) w jednym punkcie przyłączenia, co zwiększa stabilność i efektywność przesyłu energii do sieci.

## Projekty badawcze
MESH4U
Projekt konsorcjalny łączący przemysł, uniwersytety i instytuty badawcze, mający na celu opracowanie wielowarstwowych systemów magazynowania energii. MESH4U integruje technologie przechowywania energii (elektryczną, termalną, mechaniczną i chemiczną), aby zapewnić elastyczność działania systemów OZE i zwiększyć bezpieczeństwo energetyczne. 
DIEGO
Projekt wspierający rozwój narzędzi cyfrowych do optymalizacji zarządzania infrastrukturą energetyczną. Dzięki zaawansowanym algorytmom sterowania i narzędziom cyfrowym, DIEGO przyczynia się do zwiększenia efektywności i integracji OZE w systemach przemysłowych oraz minimalizacji strat energetycznych.
aerOS
Projekt, który rozwija metasystem operacyjny wspierający efektywne wykorzystanie zasobów obliczeniowych w ramach chmury brzegowej IoT (Internet of Things). Technologia ta umożliwia dynamiczne zarządzanie procesami przetwarzania danych, co jest szczególnie ważne w kontekście instalacji OZE i rozwiązań opartych na sztucznej inteligencji.

## Nagrody i rankingi
Spółka zajęła pierwsze miejsce na liście 75 podlaskich Gazel Biznesu w 2016 r. z rekordowym wzrostem przychodu.
W 2018 r. Spółka otrzymała nagrodę w Plebiscycie Kuriera Porannego w kategorii „Debiut Roku 2017” w Podlaskiej Złotej Setce Przedsiębiorstw.
W 2019 r. konsorcjum znalazło się na liście rankingu Rzeczpospolitej wśród 2000 firm o najwyższych przychodach uzyskanych w 2020 r.
W 2021 r. grupa została ponownie wyszczególniona w rankingu Kuriera Porannego, zajmując 3. miejsce w kategorii średnich przedsiębiorstw o największym przychodzie.
W 2024 r. spółka Electrum Concreo (obecnie część Electrum sp. z. o.o.) zajęła 10. miejsce w rankingu Kuriera Porannego, notując przychody wynoszące 1 mld złotych.
W 2024 r. Electrum Concreo zajęła 751. pozycję w rankingu 2000. największych polskich firm odnotowując przychód 1 025 353,00 zł. 
W 2024 r. spółka Electrum Concreo otrzymała wyróżnienie w plebiscycie Diamenty Forbesa. 

## Electrum Up To Date Festival
W 2024 i 2025 roku Electrum pełniło rolę sponsora tytularnego festiwalu muzycznego Up To Date, który od 2010 roku odbywa się w Białymstoku. Electrum już wcześniej wspierało organizatorów festiwalu przy okazji pojedynczych wydarzeń, takich jak Electrum Ambient Park czy Konferencja “Do We Really Care”. Jako sponsor tytularny wspiera inicjatywę w dążeniach do osiągania neutralności klimatycznej.